# Mortier de 30,5 cm Škoda modèle 1911

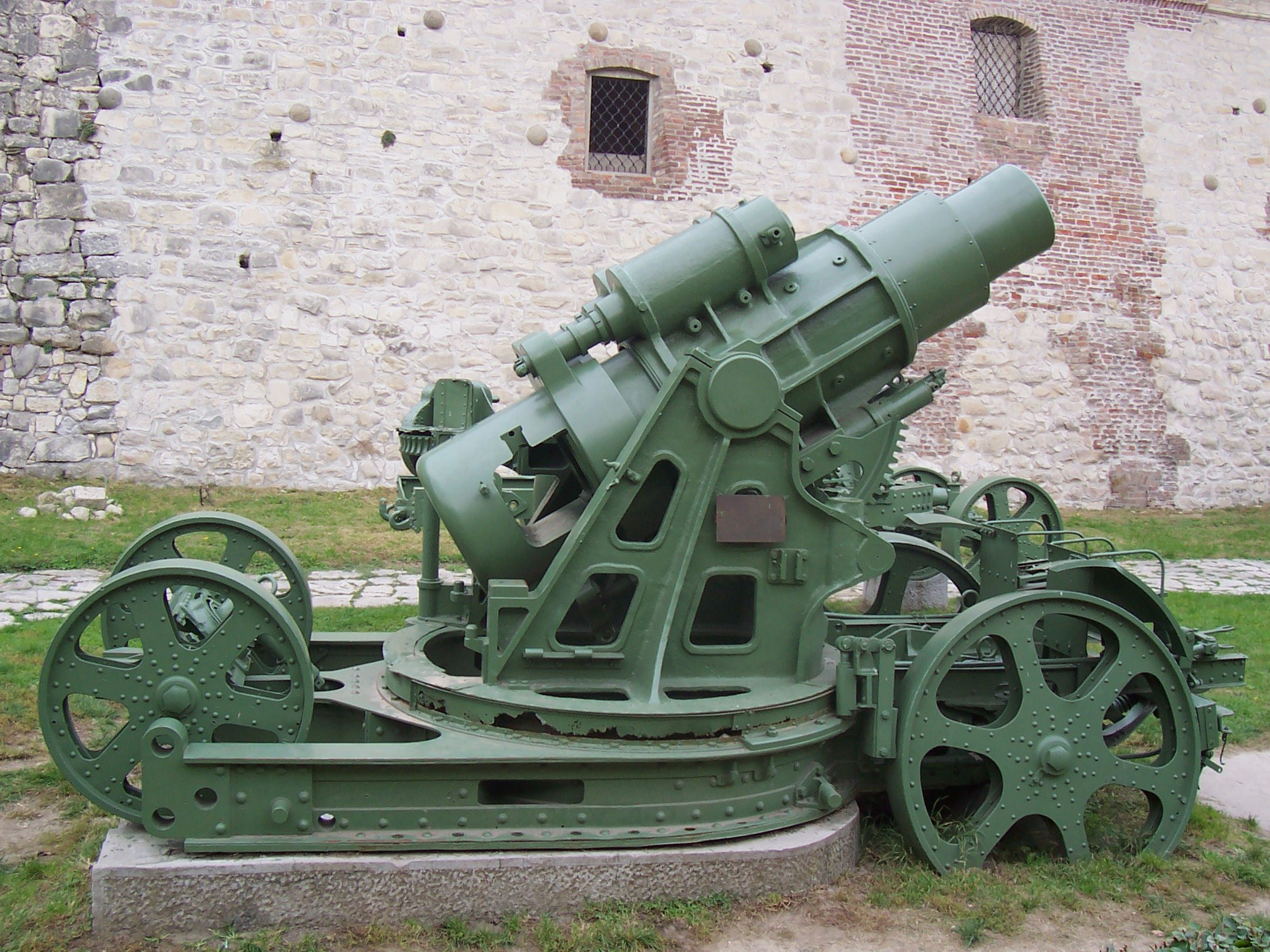
Un mortier M 11/16 exposé au Musée militaire de Belgrade.

Le mortier Škoda de 305 mm M 11 Haubitze (officiellement, 30.5cm  M 11 H), est une arme de siège fabriquée par les usines Škoda pour l'Armée austro-hongroise, de 1912 à 1916. 
Son poids est de 20 830 kg, et son déplacement s'effectue en trois charges distinctes par tracteurs automobiles.  Son pointage en direction est de 120°, son pointage en hauteur est de +40 à +75°. Il tire des projectiles de 290 à 390 kg à une distance comprise entre 9 600 et 11 000 mètres.  
Huit pièces avec leurs tracteurs furent prêtés à l'armée allemande en 1914, et s'ils arrivèrent après la capitulation de Liège, ils participèrent aux sièges de Namur, de Maubeuge, et à celui du fort de Manonviller (ce dernier reçut 134 obus de 305 mm).
En 1916, l'obusier subit quelques modifications, dont la possibilité de pointage en direction sur 360°, version qui prit le nom de M11/16. En janvier 1917 apparut une troisième version : le L/12 M16 Haubitze, dont le canon allongé permettait des tirs à 12 300 mètres. 
Furent produits des  tracteurs spécifiques pour déplacer ces pièces d'artillerie : l'Austro-Daimler M12 en 1912, le M12/14, le M12/15, le M12/16, puis le   M17 "Goliath" (80 HP) en 1917 (Austro-Daimler artillery tractors (en)).
Confisqués par plusieurs pays comme dommages de guerre (voir "Utilisation au combat"), les "305" furent pour 22 d'entre eux saisis et réutilisés par l'Allemagne nazie lors de la Seconde Guerre mondiale.

## Conception
- Fin du XIXe siècle, la Belgique et l'Italie mettent en œuvre un programme de fortifications enterrées en béton, en remplacement de la maçonnerie utilisée jusque-là.

- En 1906, l'armée austro-hongroise commissionne l'entreprise Škoda de Plzeň afin de concevoir une arme mobile capable de percer ces défenses.

- En 1909, un premier prototype est assemblé et testé début 1910. La mise au point durera jusqu'en 1911 et donna lieu à une commande de 24 pièces passée par le ministre de la Guerre Moritz von Auffenberg.

- En 1916, une mise à jour du M. 11 donna lieu à la variante M. 11/16 ou "30,5 cm M 16 H L/12", capable de pivoter sur 360°, avec un tube plus long (12 fois le diamètre des projectiles) pour une portée de 12,3 km.

Les cylindres récupérateurs de recul furent placés sous le tube, et un caisson en acier servait de plate-forme de tir. 
Le poids passa à 23 014 kg (il était de 20 830 pour le M 11), le transport se faisant toujours en trois charges distinctes.

## Description

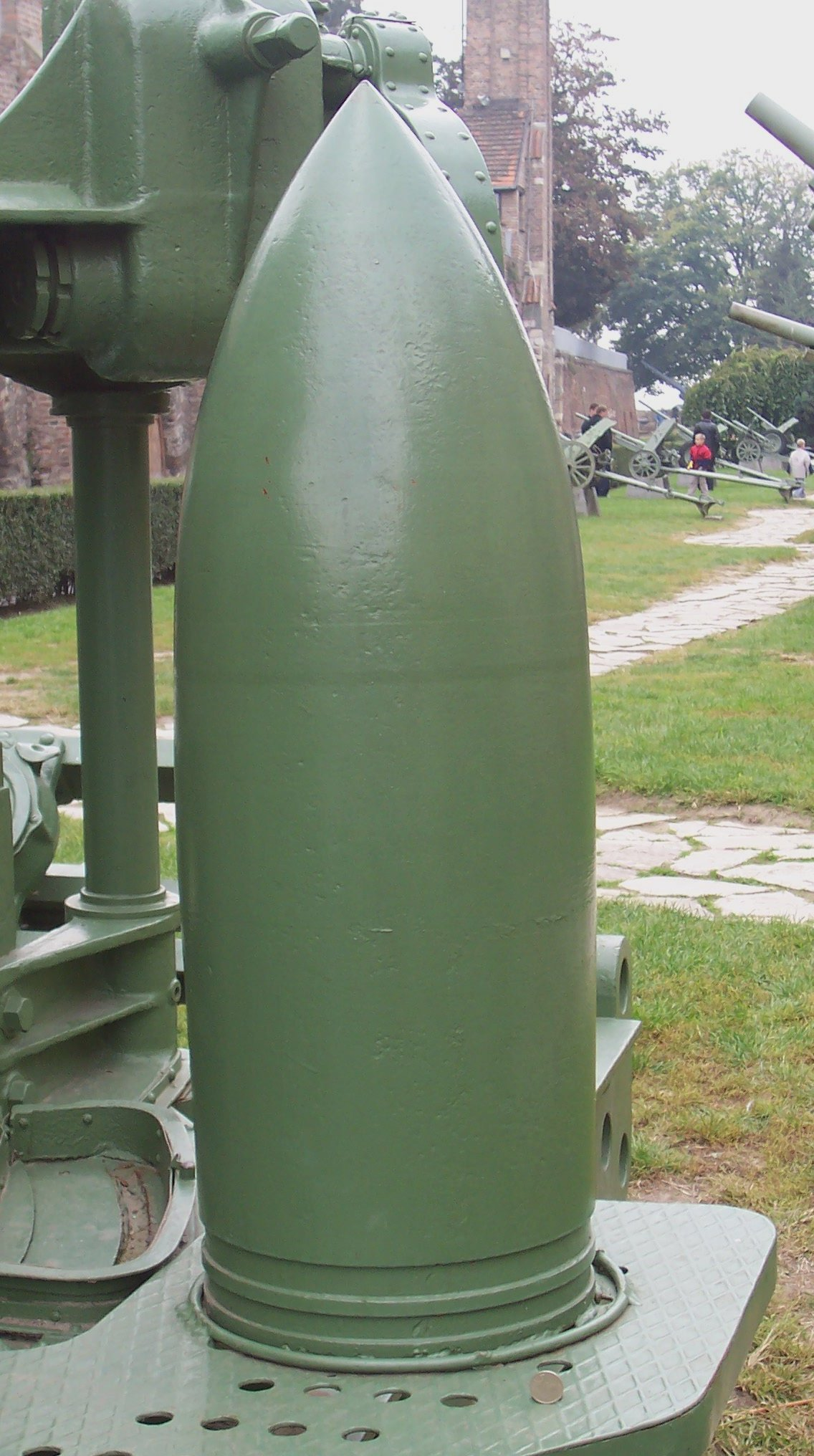
Un obus de mortier de 305 mm.

L'arme disposait d'un projectile transperçant de 384 kg à retardateur capable de percer 2 m de béton armé.
Une munition légère de 287 kg était également disponible, avec un détecteur d'impact lui permettant de creuser des cratères de 8 m de diamètre ou de tuer toute personne à 400 m à la ronde. 
Son transport se faisait au moyen de deux chariots, le tube étant dissocié de l’affût et de la plateforme de chargement. Tirés par un tracteur routier M. 12 de 15 tonnes construit par Austro-Daimler et faisant 100 CV, leur réassemblage prenait moins d'une heure.
Chaque mortier était desservi par 15 à 17 servants, et avait une cadence de tir de 10 à 12 coups par heure.

## Utilisation au combat
Huit mortiers, avec leurs tracteurs, sont prêtés à l'armée allemande et engagés après la bataille de Liège. Les bataillons de siège allemands comptaient aussi des obusiers Krupp de 420 mm « Grosse Bertha », dont seuls deux étaient opérationnels à ce moment. 
En 1915, 10 obusiers sont engagés lors de l'invasion de la Serbie, sous le commandement du général allemand August von Mackensen. Un exemplaire est préservé au musée militaire de Belgrade, mais c'est un M 11/16.
À la fin du conflit, on dénombre 79 unités en service et seulement 24 détruites.
Entre les deux guerres, ces mortiers se retrouvèrent dans divers pays : Yougoslavie (4 M. 11 et 6 M. 16), Roumanie, Italie (23 M. 11, 16 M.11/16 and 16 M. 16), Tchécoslovaquie (17 M. 16) et Hongrie (3 M. 11 et 2 M. 16). Deux pièces furent conservées en Autriche (à l'arsenal de Vienne et dans une caserne-école d'Innsbruck.
En 1939, l'Allemagne fait main basse sur les 17 pièces tchèques et remit en service l'obusier de l'arsenal de Vienne. En 1941, 5 unités sont capturées à l'occasion de l'invasion de la Yougoslavie et engagés dans la campagne de Pologne, en France, sur le front russe (siège de Sébastopol). 
Les 5 pièces de l'armée hongroises participèrent également aux campagnes de Yougoslavie et d'URSS.

## Préservation
Quatre exemplaires sont préservés :

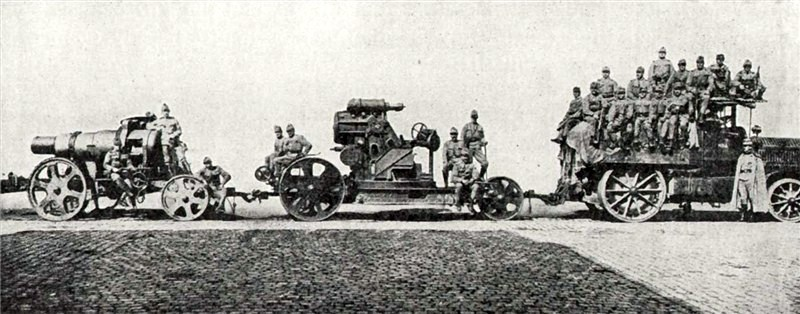
Le tube, l’affût et les servants transportés ensemble (vers 1914).

- un M.11 est conservé au Museo Storico Italiano della Guerra de Rovereto en Italie
- Un M 11/16 au musée militaire de Belgrade
- Un M.11 et un M.16 se trouvent à Bucarest (Roumanie).

## Autres références
- www.passioncompassion1418.com ou "Canons survivants" pour raccourcie.
- Terry et Chamberlain, Peter Gander, Weapons of the Third Reich: An Encyclopedic Survey of All Small Arms, Artillery and Special Weapons of the German Land Forces 1939-1945. New York: Doubleday, 1979  (ISBN 0-385-15090-3)
- M. Christian Ortner, The Austro-Hungarian Artillery From 1867 to 1918: Technology, Organization, and Tactics. Vienne, Verlag Militaria, 2007  (ISBN 978-3-902526-13-7)
- Vilmos Kovács, A Magyar Királyi Honvédség nehéztüzérsége. Haditechnika, 1995, Április-Június. (photos et texte en hongrois)